# Роспись Китайскому государству
«Роспись Китайскому государству» (в рукописи: «Роспись Китайскому государству, и Лобинскому, и иным государствам, жилым и кочевным, и улусам, и великой Оби, и рекам, и дорогам») — памятник древнерусской литературы XVII века, первое русское описание Китая.

## История и содержание
Автор — сибирский казак Иван Петлин, участник посольства посольства  в Китай (и Монголию) в 1618—1619 годах. Отряд Петлина вышел из Томска и через Саяны и Монголию дошёл до Пекина. Текст сохранился в двух редакциях Петлина: одна из них была написана в Томске где-то с середины мая до начала июля 1619 года, вторая со слов Петлина в Москве осенью 1619 года. В «Росписи» автор рассказывает о природе увиденных мест, буддийских монастырях. Обратил внимание на Великую Китайскую стену, разнообразие товаров, невоинственность китайцев: «к воинскому делу робливы». Издания XIX века безосновательно приписывали авторство произведения Бурнашу Ялычеву, Ивану Петрову и Василию Тюменцу.

## Издания

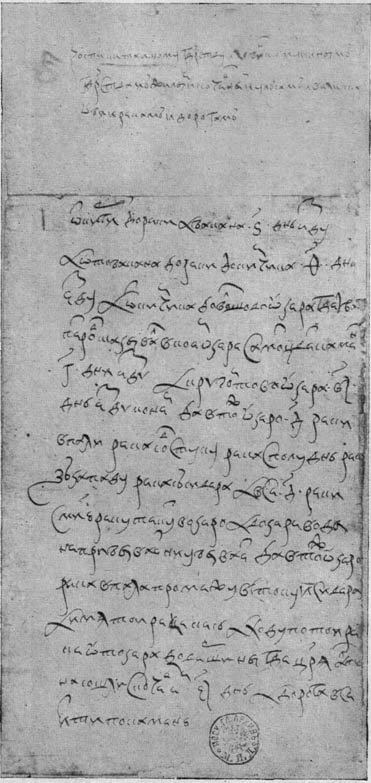
Первая страница «Росписи»

Кроме «Росписи» посольством Петлина был также составлен чертёж увиденных стран, однако он не сохранился. В России XVII века сведения Петлина считались тайными, поэтому его текст не издавался. Мерик переправил в Англию копию «Росписи», хранившейся в тайне. В 1625 году лондонский издатель Самуэл Перчас в книге о географических открытиях разместил на английском языке документы русского посольства в Китай, в том числе часть петлинской «Росписи» под общим названием «Повествование двух русских казаков, путешествующих из Сибири в Китай и другие страны, прилегающие к нему». На основе этой публикации в последующем были изданы переводы на шведском и французском языках. В 1628 году «Роспись» была опубликована на немецком и латинском языках во Франкфурте-на-Майне. В 1692 году отрывки «Росписи» были опубликованы в труде голландского географа Н. Витсена «Северная и восточная Татария». В 1707 году в голландском городе Лейден появилось новое издание «Росписи», в котором говорилось, что это первый перевод с языка оригинала. Всего за пределами России с XVII по XVIII век было опубликовано семь изданий «Росписи», в начале XX века «Роспись» издавалась английском и китайском языках.
В России о посольстве Петлина быстро забыли: подлинник «Росписи» затерялся в документах Посольского приказа. Так, в грамоте Алексея Михайловича 1654 года, направленной цинскому императору, сообщалось: «А с предки вашими Китайского государства с цари и с вами, бугдыханом царем, за дальним расстоянием пути у них, великих государей предков наших и у отца нашего, блаженные памяти великого государя ссылки и любви не бывало и послы и посланники не посылываны». Русские историки XVIII—XIX века вынуждены были пользоваться французским изданием «Росписи». В России отчёт Петлина был впервые опубликован в 1818 году. Хронографы, содержавшие текст «Росписи», со временем исказили первоначальные данные. Это дало повод Н. М. Карамзину объявить И. Петлина плагиатором, не бывавшим в Китае. Эта версия в XIX веке имела широкое распространение в русской и иностранной литературе, пока не была опровергнута в 1882 году Х. Трусевичем, обнаружившем подлинник «Росписи».